# Hamar (grup humà)
Els Hamar (també anomenats Hamer) són una comunitat omòtica que habita al sud-oest d'Etiòpia. Viuen al woreda de Hamer (o districte de Hamer), una part fèrtil de la vall del riu Omo, a la zona de Debub Omo dels Pobles del Sud (SNNPR). Són, en gran part, pastors, de manera que la seva cultura dona un gran valor al bestiar.

## Demografia

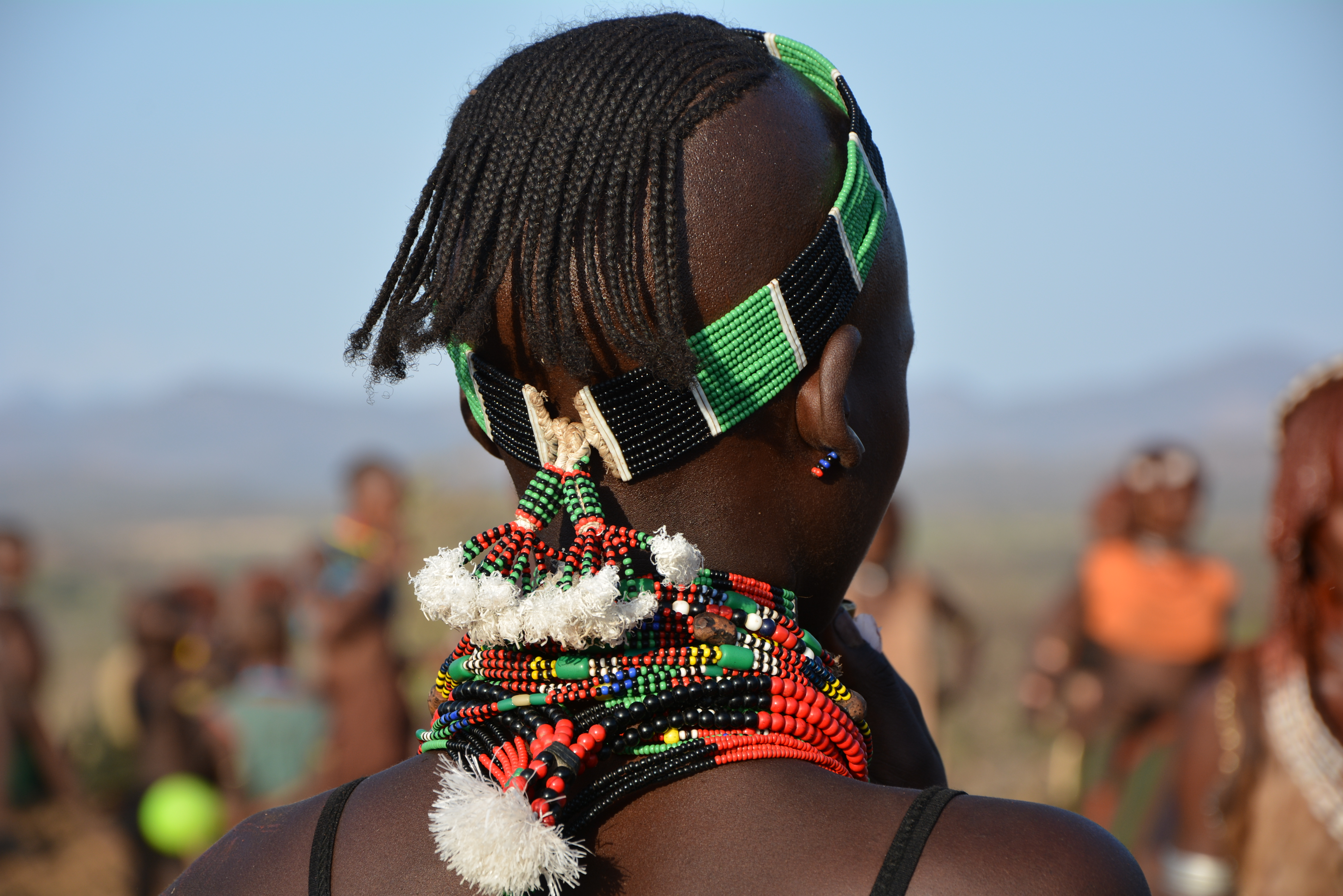
Decoració hamer.

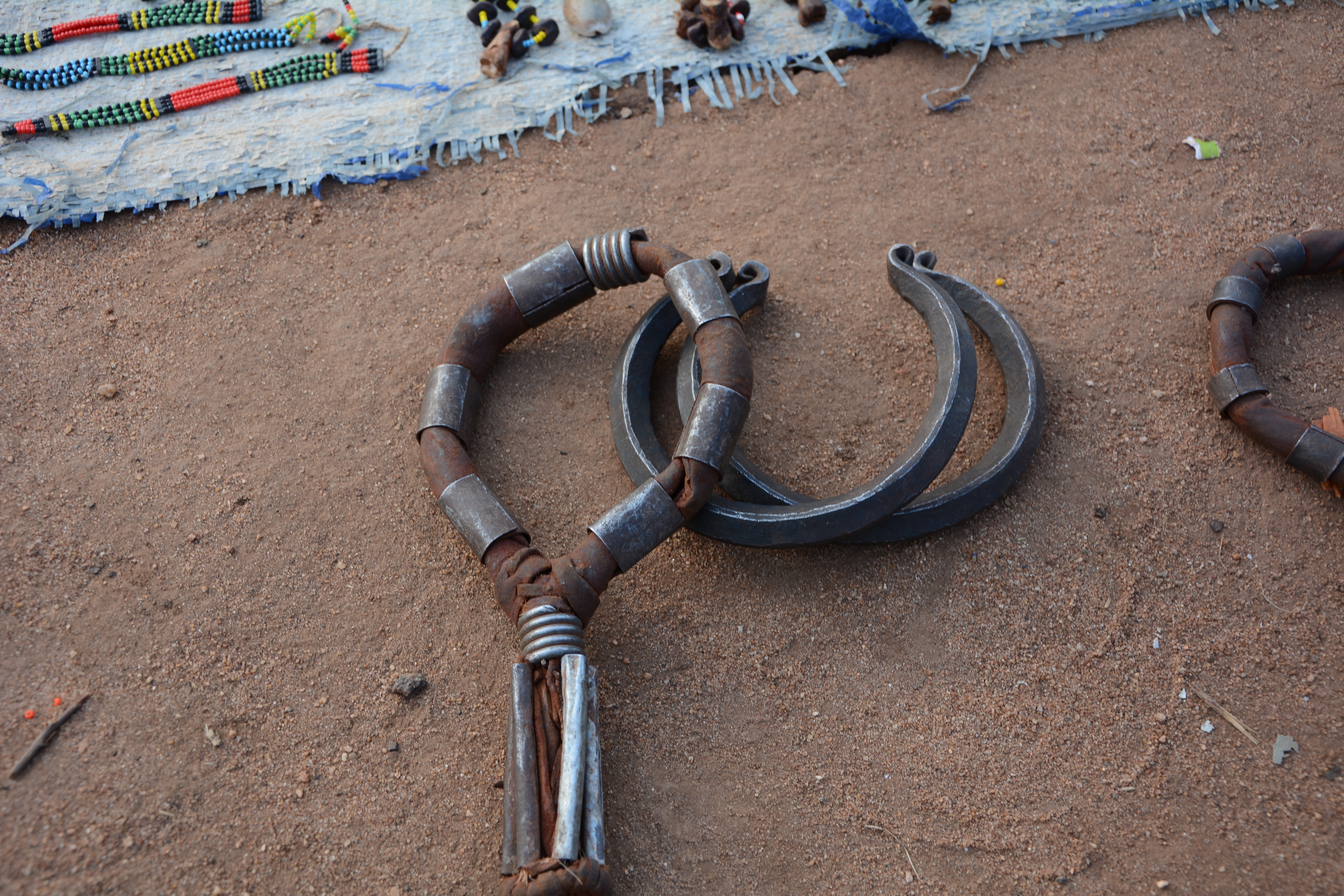
Collarets per a dones casades hamer.

El cens nacional del 2003 informava que 46.532 persones formaven part d'aquesta ètnia, de les quals 10000 eren habitants urbans. La gran majoria (99,13%) viu al SNNPR.
Segons el cens nacional etíop de 1994, hi havia 42.838 parlants de llengua hamer i 42.448 persones autoidentificades com a Hamer, el que representa aproximadament el 0,1% de la població total etíop.

## Cultura

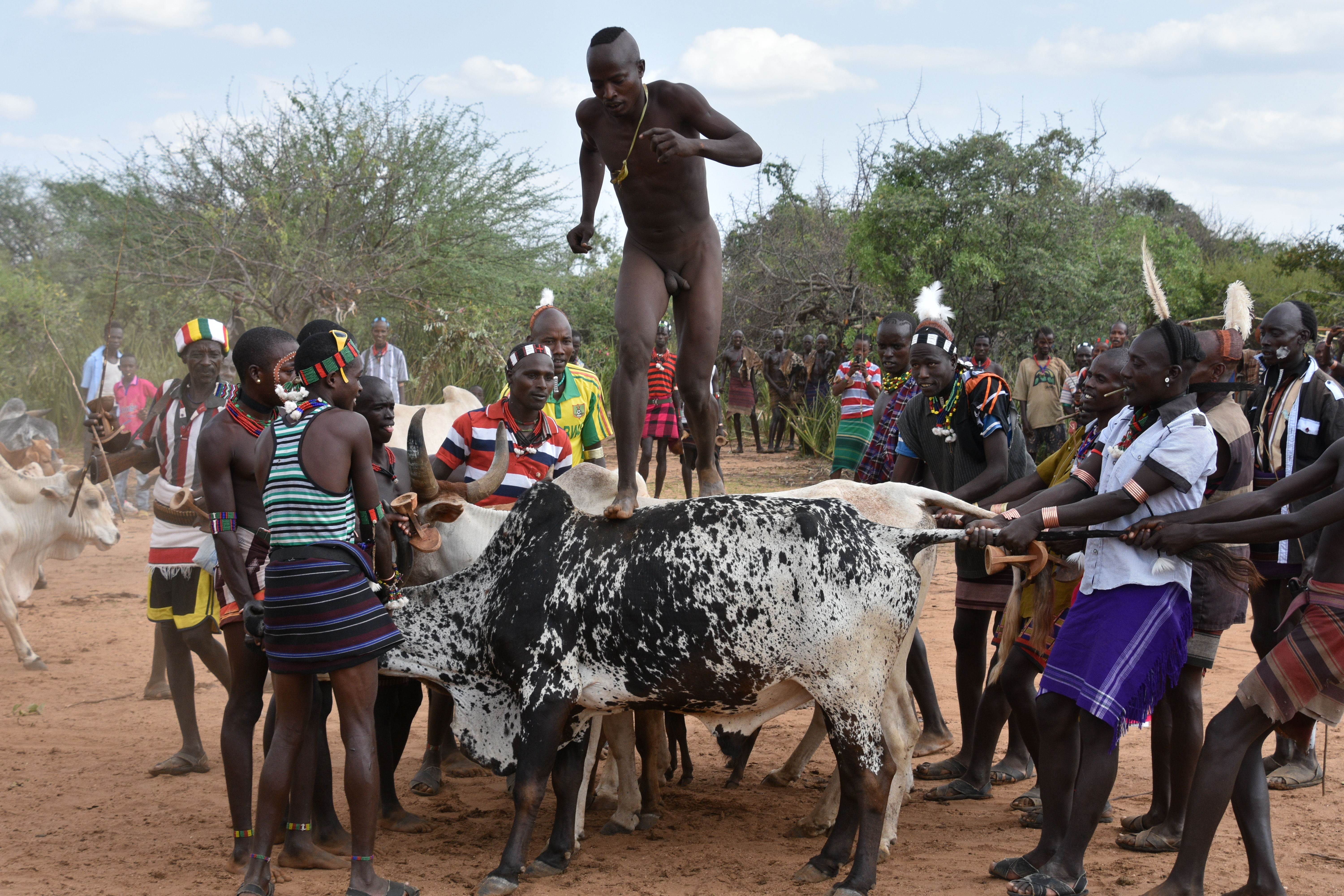
Cerimònia del salt de bous

Els Hamar són coneguts pel seu costum de "saltar braus", que inicia un noi a la virilitat. En primer lloc, les familiars dones ballen i conviden a assotar homes recentment iniciats; això demostra el seu suport a l'iniciat i les seves cicatrius donen una idea sobre qui es casen.
El noi ha de córrer amunt i avall dues vegades per l'esquena d'una fila de toros o galls castrats, i és ridiculitzat si falla.
Mingi, en la religió de Hamar i de les tribus relacionades, és l'estat d'estar impur o "contaminat ritualment". Una persona, sovint un nen, que es considerava mingi, és assassinada per una separació forçada de la tribu per haver quedat sola a la selva o per un ofegament al riu.

## Pel·lícules
- 1973 - Rivers of sand (Rius de sorra) de Robert Gardner, color, 83 min
- 1994 - Sweet Sorghum: An Ethnographer's Daughter Remembers Life in Hamar, Southern Ethiopia de Ivo Strecker i Jean Lydall i la seva filla Kaira Strecker. Una producció de IWF. Watertown, Massachusetts: Documentary Educational Resources, [1997]. VHS. Presentador, Kaira Strecker; productor, Rolf Husmann.
- 1996 - "The Hamar Trilogy" (Triologia dels Hamar) Una sèrie de tres pel·lícules Joanna Head i Jean Lydell; distribuïda per Filmakers Library, NYC. Els títols de la sèrie son: The Women Who Smile, Two Girls Go Hunting i Our Way of Loving.
- 2001 - Duka's Dilemma: A Visit to Hamar, Southern Ethiopia. A film by Jean Lydall and Kaira Strecker. Watertown, Massachusetts: Documentary Educational Resources, released in 2004. DVD. Camera, sound, and editing, Kaira Strecker; anthropology and production, Jean Lydall.
- 2001 - The Last Warriors: The Hamar and Karo Tribes: Searching for Mingi (Els últims guerrers: els Hamar i els Karo: la recerca de Mingi) és una producció transmèdia; Southern Star. Princeton, New Jersey: Films for the Humanities & Sciences. VHS. Productor, Michael Willesee Jr.; director, Ben Ulm. ISBN 0-7365-3606-X.

## Discografia
- 2003 - Nyabole: Hamar – Southern Ethiopia. CD. Museum collection Berlin series. Enregistrat entre 1770 i 1776 i originalment publicat com LP el 1768. Mainz, Alemanya: Wergo.